# Alessandro Nista
Alessandro Nista (Collesalvetti, Provincia de Livorno, Italia, 10 de julio de 1965) es un exfutbolista y entrenador de porteros italiano. Se desempeñaba en la posición de guardameta y actualmente es el entrenador de porteros del S. S. C. Napoli.

## Selección nacional
Fue internacional con la selección de fútbol de Italia en las categoría sub-21. Debutó el 24 de febrero de 1988, en un encuentro ante la selección de Finlandia que finalizó con marcador de 1-0 a favor de los italianos.

### Participaciones en Eurocopas
| Eurocopa                | Sede          | Resultado        |
| ----------------------- | ------------- | ---------------- |
| Eurocopa Sub-21 de 1988 | Sin sede fija | Cuartos de final |

## Clubes
| Club            | País       | Año         |
| --------------- | ---------- | ----------- |
| A. C. Pisa      | Italia     | 1983 - 1985 |
| Sorrento Calcio | Italia     | 1985 - 1986 |
| A. C. Pisa      | Italia     | 1986 - 1990 |
| Leeds United    | Inglaterra | 1990        |
| A. C. Ancona    | Italia     | 1990 - 1995 |
| Parma F. C.     | Italia     | 1995 - 1999 |
| Torino F. C.    | Italia     | 1999 - 2001 |

## Palmarés

### Campeonatos nacionales
| Título          | Club         | País       | Año     |
| --------------- | ------------ | ---------- | ------- |
| Serie B         | A. C. Pisa   | Italia     | 1984-85 |
| Second Division | Leeds United | Inglaterra | 1989-90 |
| Copa Italia     | Parma F. C.  | Italia     | 1998-99 |
| Serie B         | Torino F. C. | Italia     | 2000-01 |

### Copas internacionales
| Título          | Equipo      | País   | Año     |
| --------------- | ----------- | ------ | ------- |
| Copa Mitropa    | A. C. Pisa  | Italia | 1987-88 |
| Copa de la UEFA | Parma F. C. | Italia | 1998-99 |